# Contea di Panola (Mississippi)
La contea di Panola (in inglese Panola County) è una contea dello Stato del Mississippi, negli Stati Uniti. La popolazione al censimento del 2000 era di 34 274 abitanti. Il capoluogo di contea è Batesville.